# Departe de Moscova
Departe de Moscova (titlu original Moscow on the Hudson) este un film american de comedie și dramă din 1984, avându-l în rol principal pe Robin Williams, iar ca regizor și scenarist pe Paul Mazursky. Williams joacă rolul unui muzician rus din URSS care dezertează în timpul unei vizite în Statele Unite.

## Distribuție
- Robin Williams - Vladimir Ivanov
- María Conchita Alonso - Lucia Lombardo
- Cleavant Derricks - Lionel Witherspoon
- Alejandro Rey - Orlando Ramirez
- Savely Kramarov - Boris
- Elya Baskin - Anatoly Cherkasov
- Yakov Smirnoff - Lev

Pentru acest film, Williams a învățat să cânte la saxofon, urmând și cursuri de limba rusă.

## Legături externe
- Departe de Moscova la Internet Movie Database
- Departe de Moscova la Box Office Mojo
- Departe de Moscova la Rotten Tomatoes